# Gloggnitz
Gloggnitz là một thị xã thuộc huyện Neunkirchen trong bang Niederösterreich.